# 刀馬旦 (無綫電視劇)
《刀馬旦》（英語：A Stage of Turbulence）是1995年由香港電視廣播有限公司拍攝製作的電視劇，周慧敏、梁藝齡、陳錦鴻及譚耀文領銜主演，以民國軍閥割據時期一個女京戲班為主題的電視劇。該劇是周慧敏迄今在無線的最后一部電視劇。
此剧虽为無綫電視28週年台慶劇，但在1995年首播時平均收視僅得22點，創該年新低。因此，此剧于当年极受观众批评为没有诚意，而另一部台庆剧《天降奇缘》则收视合格，被观众评为故事轻松。本劇於2002年在翡翠台(原定計劃在非黃金劇集時間重播用作祝賀周慧敏復出，但10月18日因羅文逝世提早在10月25日起逢星期一至五時間1145-1245)、2008年5月11日起在TVB星河頻道及2018年1月8日起tvb經典台重播。

## 故事大綱
本剧叙述民初时代国家动荡不安，军阀割据导致民不聊生。相传滿清皇族端親王藏匿了一大批财宝，后因得罪慈禧被满门抄斩，仅留幼女碧云格格随一戏班琴师逃走。十五年后，袁世凯部下督军、日本特务、革命党人等各方势力纷纷展开追踪意欲寻宝，一场正义和邪恶的殊死搏斗开始。南方政府特务茹（ 周慧敏飾 ）潜入戏班追查袁世凯的藏宝图下落，却意外失忆，幸得班主沈铁兰（ 罗乐林 飾 ）相救，并纳入门下， 改名为“沈菊仙”，但师姐菊笙（ 梁佩玲飾 ）、菊秋（ 许秋怡飾 ）对菊仙存心成见，加上笙、菊仙二人芳心同系于富家少爷浩光（ 陈锦鸿飾 ）身上，师姐妹几乎反目。时京剧戏班以男班为正宗，菊仙得当时得令的花旦苓（ 罗文飾 ）及鸣（ 盖鸣晖飾 ）提携，激发众师姐妹的斗志，令女京戏班得以吐气扬眉。此际，菊仙逐渐恢复记忆，惊觉自己身怀藏宝图秘密，成为江湖中人追杀目标！

## 演員表

### 小四喜班
| 演員   | 角色   | 暱稱/關係 |
| 羅樂林 | 沈鐵蘭 | 沈師父 小四喜班班主 梅芷苓之師兄 梅菊花、尚菊笙、張菊秋、洛菊葉、沈菊仙、王菊燕、阮菊玲之師父 高一鳴之同鄉 第11集被收入監獄，第14集被釋放 第15集病逝                                                                                 |
| 李桂英 | 梅菊花 | 大师姐 沈鐵蘭、高一鳴之徒弟 梅芷苓之師侄 尚菊笙、張菊秋、洛菊葉、沈菊仙、王菊燕、阮菊玲之師姐妹 |
| 梁珮玲 | 尚菊笙 | 二師姐 沈鐵蘭、高一鳴之徒弟 梅芷苓之師侄 梅菊花、張菊秋、洛菊葉、沈菊仙、王菊燕、阮菊玲之師姐妹 暗戀喬浩光 沈菊仙之情敵 姜小路之女友 第18集離開小四喜班 第19集懷有姜小路的骨肉、第20集滑胎                                           |
| 許秋怡 | 張菊秋 | 三师姐 沈鐵蘭、高一鳴之徒弟 梅芷苓之師侄 梅菊花、尚菊笙、洛菊葉、沈菊仙、王菊燕、阮菊玲之師姐妹 吳優之妻 |
| 劉美珊 | 洛菊葉 | 四师姐 沈鐵蘭、高一鳴之徒弟 梅芷苓之師侄 梅菊花、尚菊笙、張菊秋、沈菊仙、王菊燕、阮菊玲之師姐妹 |
| 周慧敏 | 沈菊仙 | 原名沈玉茹 原為南方政府特務，失憶後被小四喜班收留 沈鐵蘭、高一鳴之徒弟 沈華宇之女 梅芷苓之師侄 梅菊花、尚菊笙、張菊秋、洛菊葉、王菊燕、阮菊玲之師姐妹 喬浩光之妻，後失散 喬世顯、楊麗之媳婦 尚菊笙之情敵 姜小路之好友 第19集恢復記憶 |
| 康 華  | 王菊燕 | 沈鐵蘭、高一鳴之徒弟 梅芷苓之師侄 梅菊花、尚菊笙、張菊秋、洛菊葉、沈菊仙、阮菊玲之師姐妹 第14集離開小四喜班 |
| 何美鈿 | 阮菊玲 | 沈鐵蘭、高一鳴之徒弟 梅芷苓之師侄 梅菊花、尚菊笙、張菊秋、洛菊葉、沈菊仙、王菊燕之師姐妹 曹宇軒之女友 第18集上吊自尽 |

### 喬家
| 演員   | 角色   | 暱稱/關係 |
| 正 雷  | 喬世顯 | 楊麗之夫 喬浩光之父 |
| 黎 宣  | 楊 麗  | 喬世顯之妻 喬浩光之母 |
| 陳錦鴻 | 喬浩光 | 喬世顯、楊麗之子 于香君之徒弟 吳優、姜小路之好友 沈菊仙之夫，后失散 第11集被流放边疆，后失踪 第16集成为南方政府特务的间谍、化名陈耀祖并重返北平 假扮葉赫那拉賈珍之夫 |

### 于家
| 演員   | 角色   | 暱稱/關係 |
| 郭德信 | 于香君 | 李秀蓮之夫 高一鳴之師叔 喬浩光、吳優、姜小路之師父 針對小四喜班 欺壓姜小路                                                                                |
| 李麗麗 | 李秀蓮 | 于香君之妻 高一鳴之師婶 欺壓姜小路 |
| 譚耀文 | 姜小路 | 小路子 于香君、李秀蓮之徒弟 喬浩光、吳優、沈菊仙之好友 暗恋沈菊仙 尚菊笙之男友 與林娟娟有曖昧關係並互相利用 第19集背叛並殺害曹吉祥與曹宇軒 第20集自殺身亡 |

### 其他演员
- 蓋鳴暉 飾 高一鳴
- 羅　文 飾 梅芷苓
- 詹秉熙 飾 吳　優
- 鄧兆尊 飾 曹宇軒
- 蔡國慶 飾 段　直
- 郭卓樺 飾 志　文
- 陸婉芬 飾 師妹甲
- 陳向瑩 飾 師妹乙
- 郭子菲 飾 師妹丙
- 麥嘉倫 飾 花旦甲
- 陸希揚 飾 花旦乙
- 湯俊明 飾 花旦丙
- 王龍威 飾 沈華宇
- 沈　威 飾 張國霖
- 虞天偉 飾 副　官
- 蕭玉燕 飾 六姨太
- 王俊琴 飾 姨　太
- 李　穎 飾 姨　太
- 可　心 飾 姨　太
- 張　捷 飾 姨　太
- 蔣　克 飾 學　生
- 李海生 飾 曹吉祥
- 黃煒林 飾 麥副官
- 李家鼎 飾 宮湘漪
- 焦　雄 飾 陳管事
- 黃仲匡 飾 康
- 余慕蓮 飾 通緝女子
- 華忠男 飾 五　哥
- 沈伙新 飾 管　工
- 羅雪玲 飾 大山婆
- 陳勉良 飾 葉舉人
- 鄧煜榮 飾 戲院老闆
- 許堅信 飾 姜老板
- 陳中堅 飾 紳　商/北平富商
- 區　嶽 飾 紳　商/北平富商
- 張漢斌 飾 信
- 陳燕航 飾 美
- 林嘉麗 飾 鳳
- 凌　漢 飾 柳　爺
- 何璧堅 飾 班　主
- 卓　凡 飾 狗仔隊/記　者
- 張松枝 飾 狗仔隊/記　者
- 溫文英 飾 狗仔隊/記　者
- 孫季卿 飾 黃經理/黃老闆
- 廖麗麗 飾 闊　太
- 溫雙燕 飾 闊　太
- 黎秀英 飾 六　嬸
- 呂劍光 飾 梁老闆
- 梁明華 飾 直副官
- 飾 朝　俸
- 何美好 飾 直姨太
- 方　傑 飾 吳　富
- 劉桂芳 飾 富　妻
- 馬海倫 飾 林娟娟
- 黃振寧 飾 祥軍官
- 陳曉雲 飾 九姨太
- 鄭英龍 飾 路副官
- 譚一清 飾 戲院老闆
- 樊亦敏 飾 葉赫那拉賈珍
- 梁欽棋 飾 燕男友宋
- 陳狄克 飾 阿　牛
- 羅國維 飾 陶老闆
- 黃　新 飾 李老板
- 博　君 飾 傻　佬
- 王大偉 飾 探　子
- 陳寶露 飾 小　桃
- 蔡劍雪 飾 小　蘭
- 王維德 飾 路手下
- 梁明華 飾 白副官
- 李衛民 飾 軍　師
- 鄧汝超 飾 司　機
- 沈寶思 飾 吳旅長

## 影碟發行
以下影碟發行由電視廣播(國際)有限公司授權：
香港發行代理商現代音像(國際)有限公司於2005年推出發行了《刀馬旦》VCD影碟零售版本，此影碟將已播放的集數並製作成13隻碟作為片段完整及無刪剪版本，每隻碟跟電視劇的每集片長約60分鐘一樣，設有粵語及國語發音版本並配上繁體中文字幕。

## 收視
以下為該劇於香港無綫電視翡翠台之收視紀錄：
| 週次 | 集數  | 日期                    | 平均收視            | 收視百分比 |
| ---- | ----- | ----------------------- | ------------------- | ---------- |
| 1    | 01-05 | 1995年11月13日-11月17日 | 23點（125.7萬觀眾） | 62%        |
| 2    | 06-10 | 1995年11月20日-11月24日 | 22點（122.8萬觀眾） | 60%        |
| 3    | 11-15 | 1995年11月27日-12月1日  | 21點（114.6萬觀眾） | 59%        |
| 4    | 16-20 | 1995年12月4日-12月8日   | 22點（122.3萬觀眾） | 60%        |

## 電視節目的變遷
| 香港無綫電視翡翠台 星期一至五 第二線劇集 21:00-22:00 | 香港無綫電視翡翠台 星期一至五 第二線劇集 21:00-22:00 | 香港無綫電視翡翠台 星期一至五 第二線劇集 21:00-22:00 |
| ---------------------------------------------------- | ---------------------------------------------------- | ---------------------------------------------------- |
|                                                      | 刀馬旦 (無綫電視劇) （1995.11.13 - 1995.12.08）      |                                                      |
| 一切從失踪開始 （1995.10.16 - 1995.11.10）           | 刑事偵緝檔案II （1995.12.11 - 1996.02.08）           |                                                      |